# Kropfsdorf (Gemeinde Michelbach)

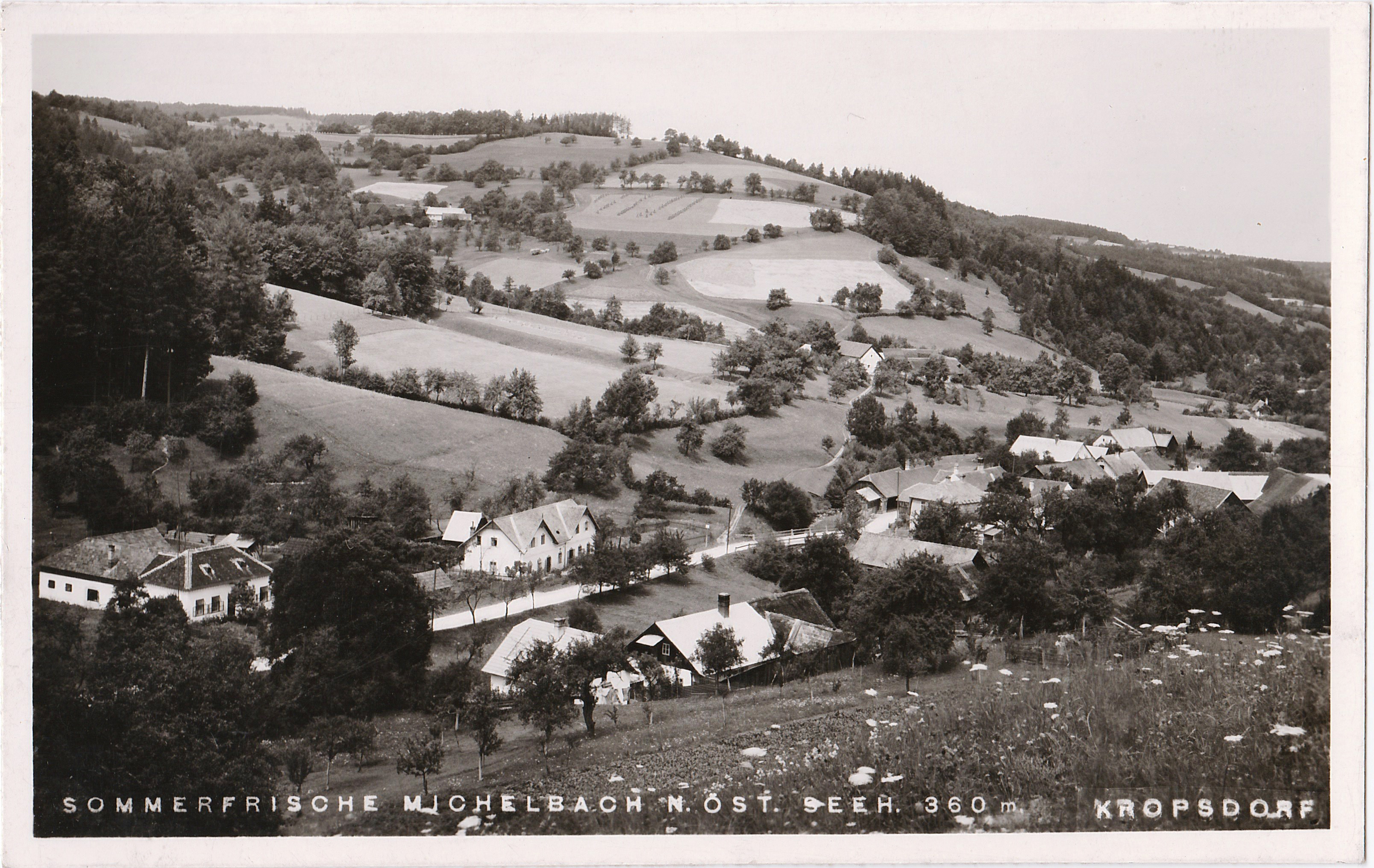
Die Ortschaft ca. 1950

Kropfsdorf ist eine Ortschaft in der Marktgemeinde Michelbach, Niederösterreich.

## Geografie
Der Ort liegt am Michelbach und wird über die Landesstraße L132 erschlossen. Die Ortschaft hat 150 Einwohner (Stand 1. Jänner 2024).

## Geschichte
Der Ort scheint 1318 erstmals als Chrebstorf auf, 1589 wird er als Khropfsdorf überliefert. Laut Adressbuch von Österreich waren im Jahr 1938 in Kropfsdorf ein Gastwirt, ein Holzhändler, ein Schmied, ein Schuster und einige Landwirte ansässig.